# Klassekampen
Классекампен (норв. Klassekampen «классовая борьба») — ежедневная общенациональная норвежская газета. Считается газетой, отражающей социалистические взгляды. Совладельцами газеты являются левая партия Rødt («Красные»), крупные отраслевые профсоюзы, ассоциация Klassekampens venner («Друзья Klassekampen») и 35 % мелких частных инвесторов.
Тираж газеты 27 855 (2019). В последние годы популярность газеты растёт — с 2000 года Klassekampen более чем утроила свой тираж, хотя в тот же период большинство норвежских газет испытывало сокращение читательской аудитории.

## История и профиль
Классекампен основана в 1969 году на марксистско-ленинско-маоистской платформе, но превратилась леворадикальную газету со следующей миссией:
Газета Klassekampen должна заниматься серьёзной критической журналистикой с разносторонним политическим и экономическим раскрытием информации об эксплуатации, подавлении людей и о нанесении ущерба окружающей среде, а также вдохновлять и вносить вклад в идеологическую критику, организацию и политическую борьбу против таких условий на основе революционных социалистических взглядов.
Редакция газеты находится в Осло.
Мари Скурдал возглавляет Klassekampen с 2018 года, сменив на посту главного редактора Бьоргулва Браанена и Йона Мишле.
По субботам выходит литературный журнал при газете. В литературном приложении газеты публикуются не только местные авторы, но и произведения иностранных писателей (в частности, вышел в свет рассказ Елизаветы Александровой-Зориной). Редакторами этого раздела были Бендик Вольд (2006—2008) и Карин Хауген (с 2008 по настоящее время).
Классекампен не поддержал членство Норвегии в ЕС.

## Главные редакторы
- Anders M. Andersen 1969
- Anders M. Andersen and Finn Aasheim 1969
- Finn Aasheim 1969
- Sigurd Allern and Finn Aasheim 1969—1970
- Sigurd Allern 1970—1972
- Finn Sjue 1973—1977
- Egil Fossum 1977—1978
- Egil Fossum and Sigurd Allern 1978—1979
- Sigurd Allern 1979—1995
- Пауль Бьерке (Paul Bjerke) 1995—1997
- Йон Мишлет (Jon Michelet) 1997—2002
- Bjørgulv Braanen 2002—2018
- Мари Скурдал (Mari Skurdal) с 2018 по настоящее время.

## Тираж
- 1980: 7219
- 1981: 7633
- 1982: 7920
- 1983: 7920
- 1984: 8008
- 1985: 7780
- 1986: 8020
- 1987: 8110
- 1988: 8185
- 1989: 8449
- 1990: 8206
- 1991: 9232
- 1992: 10042
- 1993: 9692
- 1994: 9822
- 1995: 9103
- 1996: 7796
- 1997: 8087
- 1998: 6506
- 1999: 6477
- 2000: 6557
- 2001: 6648
- 2002: 6929
- 2003: 7178
- 2004: 7512
- 2005: 8759
- 2006: 10109[6]
- 2007: 11386[7]
- 2008: 12109[8]
- 2009: 13265[9]
- 2010: 14390
- 2011: 15390
- 2012: 16353
- 2013: 17648
- 2014: 19253
- 2015: 21648